# 斯洛伐克战争胜利十字勋章

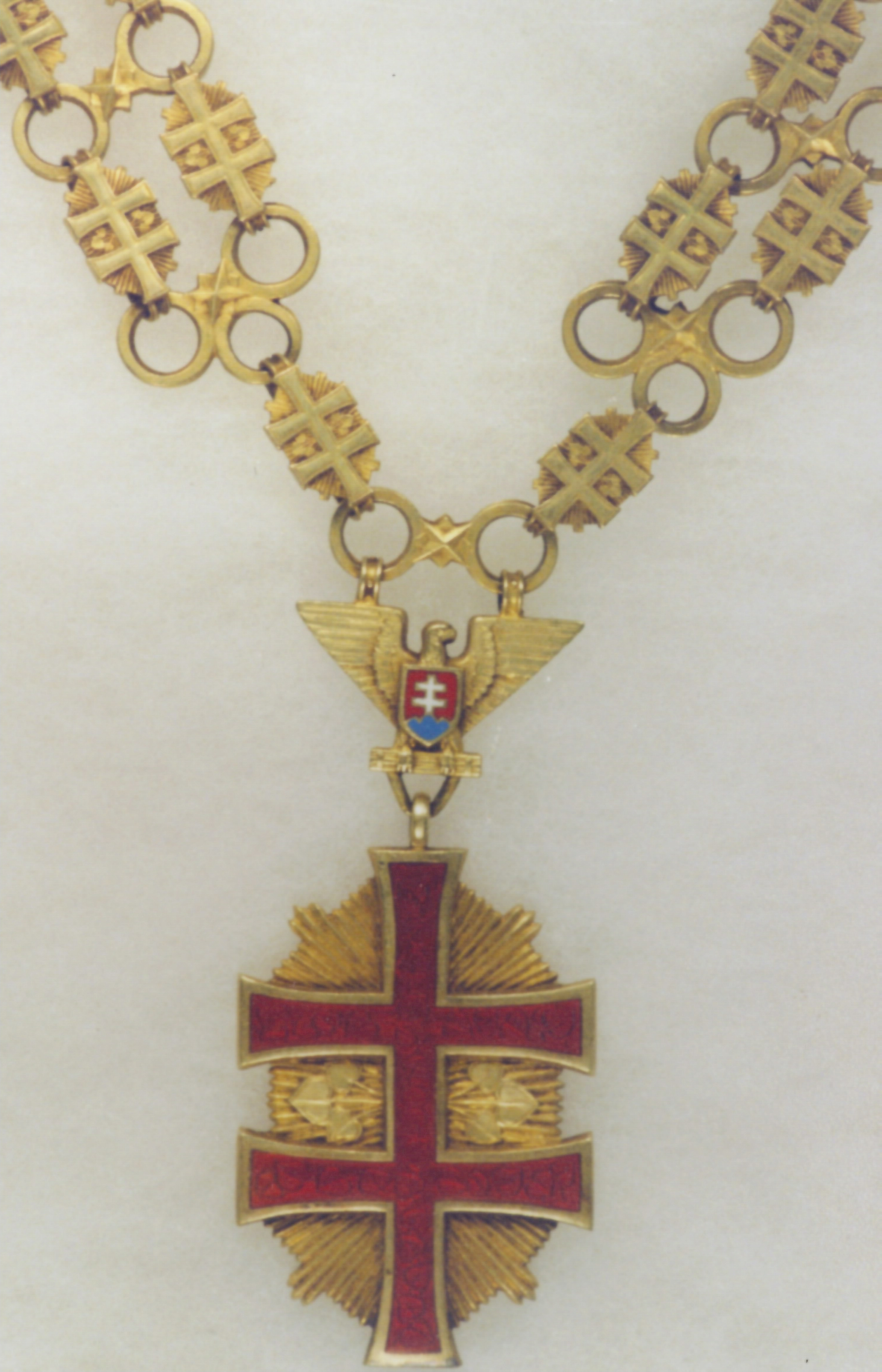
斯洛伐克戰爭勝利十字勳章

斯洛伐克战争胜利十字勋章是斯洛伐克共和國设置过的一项荣誉，颁发给在武装力量中至少服役了4年的斯洛伐克军事人员。当局共颁发了3769枚各个等级的该勋章；其中437枚颁给了德军人员，142枚颁给了罗马尼亚军人员。卡尔·赫尔曼·弗兰克以及奥斯卡·迪勒万格曾獲頒該獎章。